# Бенгтссон, Лукас
Лукас Бенгтссон (швед. Lukas Bengtsson; род. 14 апреля 1994, Стокгольм) — шведский хоккеист, защитник.

## Биография
На молодёжном уровне играл за команды «Худдинге», «Юргорден» и «Мура». В сезоне 2011/12 дебютировал в составе «Муры» во втором по силе дивизионе Швеции. В феврале 2015 года подписал контракт с клубом «Фрёлунда» и по сезона 2015/16 стал чемпионом Швеции и победителем Лиги чемпионов.
27 апреля 2016 года подписал двухлетний контракт новичка с клубом НХЛ «Питтсбург Пингвинз». Летом 2016 во время игры в гольф в Швеции Бенгтссона укусил клещ. Через несколько дней он стал ощущать усталость и недомогание, у него была диагностирована болезнь Лайма, и он прошёл курс антибиотиков. Бенгтссон начал тренировочный сбор с «Пингвинз», но вскоре болезнь вернулась. Он прошёл ещё один курс лечения антибиотиками и 13 ноября 2016 года сыграл свою первую игру в АХЛ за «Уилкс-Барре/Скрэнтон Пингвинз». После каждой игры и тренировки Бенгтссон уставал гораздо сильнее, за короткий срок он потерял около восьми килограммов. В Миннесоте Бенгтссону поставили диагноз синдром постуральной ортостатической тахикардии. Возможно, это было связано с какой-то травмой или вирусной инфекцией — в 17 лет Бенгтссон перенёс мононуклеоз, а укус клеща мог послужить катализатором для ухудшения состояния.
После сезона 2017/18, проведённого в АХЛ, 18 мая 2018 года Бенгтссон подписал трёхлетний контракт с клубом ШХЛ «Линчёпинг». 21 мая 2019 года заключил двухлетний контракт с клубом КХЛ СКА. В первом же матче в Магнитогорске попал под чистый силовой приём Николая Кулёмина и в после операции пропустил 3,5 месяца. 16 июня 2021 был обменян в «Динамо» Минск. Сезон 2022/23 провёл в «Векшё Лейкерс», с сезона 2023/24 — в швейцарском клубе «Цуг».
Серебряный призёр молодёжного чемпионата мира 2014 года. Участник Олимпийских игр 2022 года.